# Ел Ранчо (Калифорнија)
Ел Ранчо (енгл. El Rancho) насељено је место без административног статуса у америчкој савезној држави Калифорнија.

## Демографија
По попису из 2010. године број становника је 124.
| Група             | 2000.    | 2010.       |
| Белци             | 0 (0,0%) | 4 (3,2%)    |
| Афроамериканци    | 0 (0,0%) | 1 (0,8%)    |
| Азијати           | 0 (0,0%) | 0 (0,0%)    |
| Хиспаноамериканци | 0 (0,0%) | 117 (94,4%) |
| Укупно            | 0        | 124         |